# Festival international de musique actuelle de Victoriaville
Le Festival international de musique actuelle de Victoriaville est un festival de musique actuelle qui se tient à chaque année dans la municipalité de Victoriaville au Québec depuis 1984. Il est le plus important festival de ce genre en Amérique du Nord, et à ce titre, attire à chaque année une programmation internationale. 
Au-delà de son mandat en musique actuelle, le festival est aussi reconnu pour ses artistes de free jazz, de musique électronique, de musique classique contemporaine et de musique expérimentale. Contrairement aux festivals de jazz qui programment de nombreux spectacles simultanément, le festival a conservé une dimension humaine, en ne programmant qu'une vingtaine d'artistes par année, et sans performances simultanées. 
Malgré sa situation géographique excentrée, dans le Québec rural, le festival a attiré les plus grandes vedettes de ce domaine musical. Parmi les plus connus, nous pouvons évoquer John Zorn, Thurston Moore et Lee Ranaldo de Sonic Youth, Jim O'Rourke, Godspeed You Black Emperor et The Ex. Parmi les habitués du festival, notons René Lussier, Fred Frith, Jean Derome, Cecil Taylor et Peter Brötzmann. 
Le festival privilégie les collaborations inédites entre les artistes. Ces collaborations d'un soir ont pour la plupart enregistrées et diffusées sur l'étiquette de disque Victo. 
Depuis 2010, le festival accueille un parcours d'installations sonores dans l'espace public qui a accueilli notamment Érick D'Orion, Yves Daoust, Martin Messier, Chantal Dumas, Jean-Pierre Gauthier, Jean-François Laporte, Darsha Hewitt, Frédérique Laliberté,  Nataliya Petkova, Sarah L’Hérault,  Adam Basanta, Nathalie Bujold, Martine H. Crispo, Sonia Paço-Rocchia, Émilie Mouchous, Caroline Gagné, Émilie Payeur , etc.